# 7099 Феєрбах
7099 Феєрбах (7099 Feuerbach) — астероїд головного поясу, відкритий 20 квітня 1996 року.
Тіссеранів параметр щодо Юпітера — 3,194.